# Cayetano Bonafós
Cayetano Bonafós (Madrid, 1822-La Habana, 1875) fue político español.

## Reseña biográfica
En 1852 fue alcalde Corregidor de Cartagena e Inspector de Vigilancia de su Partido Judicial.
En 1851 fue Agregado al Ministerio de la Gobernación.
Secretario del Gobierno de Cádiz en 1853.
En 1856 fue nombrado Secretario del Gobierno de Granada.
Secretario del Gobierno de Ciudad Real en 1857.
En 1857 fue nombrado Secretario del Gobierno de Jaén.
Secretario del Gobierno de Valladolid en 1858.
En 1859 fue nombrado Secretario del Gobierno de Valencia.
Secretario del Gobierno de Granada en 1860.
En 1862 fue nombrado Agregado al Ministerio de la Gobernación.
Gobernador de la provincia de Sevilla en 1863.
En 1863 fue nombrado gobernador civil de la provincia de Zaragoza.
Del 07 de abril de 1863 al 02 de noviembre de 1863 fue Presidente de la Diputación Provincial de Zaragoza.
En 1864 fue nombrado Gobernador de Barcelona.
En 1868 fue nombrado Director de Política.
Brevemente, en 1875 fue director general de Propiedades y Derechos del Estado.
| Predecesor: Jorge Barber | Presidente de la Diputación Provincial de Zaragoza 07 de abril de 1863 - 02 de noviembre de 1863 | Sucesor: Joaquín Antonio de Cezar y Camacho |